# تيبو كورتوا
مارك تيبو نيكولا مارك كورتوا (بالهولندية: Thibaut Nicolas Marc Courtois؛ مواليد 11 مايو 1992)، هو لاعب كرة قدم بلجيكي يلعب حارساً لمرمى ريال مدريد في الدوري الإسباني ومنتخب بلجيكا لكرة القدم. يعتبره الكثيرون من أفضل حراس المرمى في العالم.
تخرج كورتوا من خلال الفئات السنية لنادي جينك، وعمره 18 عامًا، ولعب دورًا رئيسيًا في فوز الفريق البلجيكي بالدوري. في يوليو 2011 انضم إلى تشيلسي مقابل 8 ملايين جنيه إسترليني، وتمت إعارته على الفور إلى أتلتيكو مدريد. وخلال ثلاثة مواسم هناك، فاز معهم بالدوري الأوروبي في عام 2012 وكأس ملك إسبانيا 2013 ولقب الدوري الاسباني في عام 2014. كما فاز بجائزة زامورا كأفضل حارس مرمى في الدوري الاسباني، عن أدائه في آخر موسمين. عاد كورتوا إلى تشيلسي في يوليو 2014، وفي أول موسم له ساعدهم بالفوز بكأس رابطة الأندية الإنجليزية المحترفة ولقب الدوري الإنجليزي الممتاز. في عام 2018، وقع ريال مدريد مع كورتوا مقابل 35 مليون جنيه إسترليني، ليصبح أغلى حارس مرمى في الدوري الإسباني، متجاوزًا الرقم القياسي الذي كان يحمله يان أوبلاك. حصل على لقب الدوري الإسباني للمرة الثانية وجائزة زامورا الثالثة في عام 2020.
شارك كورتوا بأول مباراة دولية له في أكتوبر 2011، ليصبح أصغر حارس مرمى يمثل بلجيكا. ومنذ ذلك الحين، لعب أكثر من 80 مباراة دولية، وشارك في كأس العالم 2014 وبطولة أمم أوروبا 2016 وكأس العالم 2018 حيث حصل على جائزة القفاز الذهبي كأفضل حارس مرمى في البطولة، وحصل منتخبه على المركز الثالث.

## مسيرته الكروية

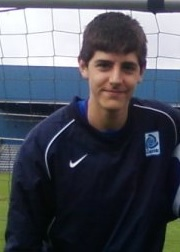
كورتوا مع جينك خلال موسم 2010–11.

### بدايته المبكرة
ولد كورتوا في مدينة بري في فلاندر، من أب ينتمي لالوالون وأم تنتمني للفلمنك. بدأ مسيرته مع نادي بيلزن المحلي، كظهير أيسر. بعد فترة وجيزة، في عام 1999، انضم إلى نادي جينك في سن السابعة، ومن هناك تم تحويل مركزه إلى حارس مرمى.

### جينك
تقدم كورتوا من خلال الفئات السنية، حيث كان كوين كاستيلس يعتبر في البداية حارس المرمى الأساسي، ولكن خلال أزمة الإصابات كان كورتوا، البالغ من العمر 16 عامًا و 341 يومًا، قد شارك لأول مرة في 17 أبريل 2009 أمام غينت. بعد رفضه الانتقال إلى هوفنهايم، أصبح كورتوا حارس مرمى الأول لموسم 2010–11 قبل كيستيلز، عندما واجه تسجيل لازلو كوتليس بعض المشاكل.
لعب دورًا رئيسيًا في فوز بالدوري موسم 2010–11. حصل على جائزة أفضل حارس لهذا العام وجائزة جينك لأفضل لاعب في العام، حيث تلقى 32 هدفاً فقط على مدار 40 مباراة في الدوري وحافظ على نظافة شباكة في 14 مباراة مع جينك.

### تشيلسي
في يوليو 2011، انضم كورتوا لنادي تشيلسي الإنجليزي مقابل 9 ملايين يورو لمدة خمس سنوات.

### أتلتيكو مدريد (إعارة)
في غضون أسابيع من انضمامه إلى تشيلسي، تم إعارة كورتوا لمدة موسم كامل إلى أتلتيكو مدريد. تم إعطاؤه القميص رقم 13 من قبل أتلتيكو، الذي كان يرتديه سابقا دافيد دي خيا الذي انتقل إلى مانشستر يونايتد.

#### موسم 2011–12
شارك كورتوا لأول مرة مع أتلتيكو في الفوز 4–0 في الدوري الأوروبي على فيتوريا دي غيماريش في 25 أغسطس، وبعد ثلاثة أيام حافظ على نظافة شباكه في أول مشاركة له في الدوري الإسباني، في مباراة التعادل السلبي مع أوساسونا على ملعب فيسنتي كالديرون. أصبح كورتوا الخيار الأول لحارس المرمى على حساب سيرجيو أسينخو، وحافظ على نظافة شباكه في أربع مباريات في أول ست مباريات له في الدوري الإسباني في 26 نوفمبر 2011، تلقى كورتوا أول بطاقة حمراء له في مسيرته الاحترافية بعد تدخله على كريم بنزيما لاعب ريال مدريد ليتسبب بركلة جزاء في ديربي مدريد. سجل كريستيانو رونالدو ركلة الجزاء في مرمى الحارس البديل أسينخو حيث خسر أتلتيكو 1–4. وصل أتلتيكو إلى نهائي الدوري الأوروبي 2012، وحافظ كورتوا على شباكه نظيفة حيث فاز فريقه 3–0 على أتلتيك بيلباو.

#### موسم 2012–13
تم تمديد إعارة كورتوا لأتلتيكو ليشمل موسم 2012–13. كانت أول مباراة له في تمديد الإعارة ضد ناديه الأم تشيلسي في كأس السوبر الأوروبي 2012 في موناكو، والتي انتهت بفوز أتلتيكو مدريد 4–1. في وقت لاحق من الموسم، سجل كورتوا رقمًا قياسيًا جديدًا لأتلتيكو مدريد بلغ 820 دقيقة دون أن تهتز شباكه على ملعب فيسنتي كالديرون، وانتهت السلسلة بالخسارة 1–0 أمام ريال سوسيداد. وصل أتلتيكو إلى نهائي كأس الملك 2013، واُختير كورتوا أفضل لاعب في المباراة في الفوز 2–1 ضد ريال مدريد، وهي المرة الأولى التي يفوز فيها أتليتكو على الغريم منذ 14 سنة.

#### موسم 2013–14
في موسم 2013–14، تم تمديد إعارة كورتوا إلى أتلتيكو لمدة 12 شهرًا أخرى.
عندما وضعت القرعة أتلتيكو في مواجهة تشيلسي في نصف نهائي دوري أبطال أوروبا، قيل أن هناك بندًا في عقد كورتوا يتطلب من أتلتيكو دفع 3 ملايين يورو لكل مباراة إذا اختاروا أن يجعلوه يلعب ضد ناديه الأم، وأن أتليتكو لا يستطيع تحمل هذا المبلغ. أوضح الاتحاد الأوروبي لكرة القدم أن اعتبارات النزاهة الرياضية جعلت مثل «هذا البند لاغياً وباطلاً وغير قابل للتنفيذ»، وأكدوا أن أتليتكو حراً في اختيار كورتوا دون دفع أي مبلغ من هذا القبيل.
من خلال استقباله لأقل عدد من الأهداف في عدد كبير من المباريات خلال موسم 2013–14، قدم كورتوا مساهمة مهمة في تحقيق لقب الدوري الإسباني 2013–14 لأتلتيكو، وهو الأول منذ عام 1996. وهكذا، تم ترشيحه كأفضل حارس مرمى في الدوري، إلى جانب ويلي كاباييرو من مالقا وكيلور نافاس من ليفانتي. لكن أتلتيكو خسر نهائي دوري أبطال أوروبا 1–4 من قبل ذلك ضد جاره ريال مدريد في 24 مايو في لشبونة.

### عودته إلى تشيلسي

#### موسم 2014–15
في يونيو 2014، أكد مدرب تشيلسي جوزيه مورينيو أن كورتوا سيعود إلى تشيلسي في الموسم القادم. تم إعطاؤه القميص رقم 13، الذي كان يرتديه فيكتور موسيس. في 18 أغسطس، أعلن مورينهو أن كورتوا سيبدأ المباراة الافتتاحية في الدوري الممتاز ضد بيرنلي بدلاً من بيتر تشيك. وفاز تشيلسي 3–1. حافظ كورتوا على نظافة شباكع لأول مرة في الدوري الإنجليزي في مباراته الثانية، في مباراة الفوز 2–0 على ضيفه ليستر سيتي.
في 11 سبتمبر 2014، وقع كورتوا عقدًا جديدًا مدته خمس سنوات مع تشيلسي، ليبقيه في النادي حتى عام 2019. عند التوقيع قال كورتوا: «من اللطيف حقًا أن أوقع هذا العقد الجديد لمدة خمس سنوات».
عانى كورتوا من إصابة في الرأس في الشوط الأول من فوز تشيلسي على أرضه 2–0 على أرسنال في 5 أكتوبر بسبب اصطدامه مع أليكسيس سانشيز؛ تم استبداله ثم نقله إلى المستشفى. عولج من جرح بسيط في أذنه وخرج من المستشفى في تلك الليلة.
فاز بأول لقب له مع تشيلسي في 1 مارس 2015، حيث هزم توتنهام هوتسبير 2–0 في نهائي كأس الرابطة، وشارك تشيك بدلاً عنه في تلك المباراة؛ كما أنهى تشيلسي الموسم كبطل للدوري.

#### موسم 2015–16
افتتح كورتوا الموسم باللعب في درع الاتحاد الإنجليزي 2015 في 2 أغسطس، بالخسارة 1–0 أمام أرسنال. بعد ستة أيام، مع افتتاح موسم الدوري الإنجليزي الممتاز بمباراة على أرضه ضد سوانزي سيتي، تسبب بركلة جزاء وحصل على بطاقة حمراء مباشرة لتدخله على بافيتيمبي غوميز، الذي سجل ركلة الجزاء في مرمى البديل أسمير بيغوفيتش في مباراة التعادل 2–2 . عند عودته في 23 أغسطس، تصدى كورتوا بركلة جزاء من جيمس موريسون في مباراة الفوز 3–2 على وست بروميتش ألبيون. عانى كورتوا من إصابة في ساقه بالتدريبات في 11 سبتمبر مما تطلب عملية جراحية وكان من المتوقع أن يغيب عن الأشهر الثلاثة القادمة من البطولة.
في 16 أبريل، تم طرده على أرضه أمام مانشستر سيتي لتسببه بركلة جزاء على فرناندينيو؛ سجل سيرخيو أغويرو الركلة ليحقق الفوز 3–0. أصبح سادس حارس مرمى في تاريخ الدوري الممتاز يتم طرده مرتين في نفس الموسم.

#### موسم 2016–17
في 17 أغسطس 2016، رفض كورتوا أي شائعات عن انتقاله وذكر أنه سيبقى في تشيلسي لسنوات عديدة قادمة. بعد عشرة أيام في الفوز 3–0 على ضيفه بيرنلي، حافظ كورتوا على نظافة شباكه لأول مرة في هذا الموسم وكسر سلسلة من 13 مباراة على أرضه في الدوري بدون شباك نظيفة منذ نوفمبر 2015. من 1 أكتوبر إلى 20 نوفمبر، لعب تشيلسي ست مباريات دون أن تهتز شباكه، ولعب كورتوا في كل المباريات الست. من 11 إلى 26 ديسمبر، حافظ كورتوا على نظافة شباكه في أربع مباريات، حيث كان تشيلسي على قمة الجدول.
في أبريل 2017، تم استبعاد كورتوا من المباراة ضد غريمه مانشستر يونايتد، نتيجة تعرضه لإصابة في الكاحل، والتي تعرض لها أثناء التدريبات. وخسر تشيلسي المباراة 0–2. في 12 مايو 2017، حافظ كورتوا على شباكه نظيفة للمرة الثالثة على التوالي في الفوز 1–0 خارج أرضه أمام وست بروميتش ألبيون، والتي ضمن فيها تشيلسي اللقب. كما لعب كورتوا مع تشيلسي في نهائي كأس الاتحاد الإنجليزي التي خسرها تشيلسي 2–1 أمام أرسنال.
حافظ كورتوا على شباك نظيفة في 16 مباراة في الدوري الإنجليزي، وفاز بالقفاز الذهبي.

### ريال مدريد

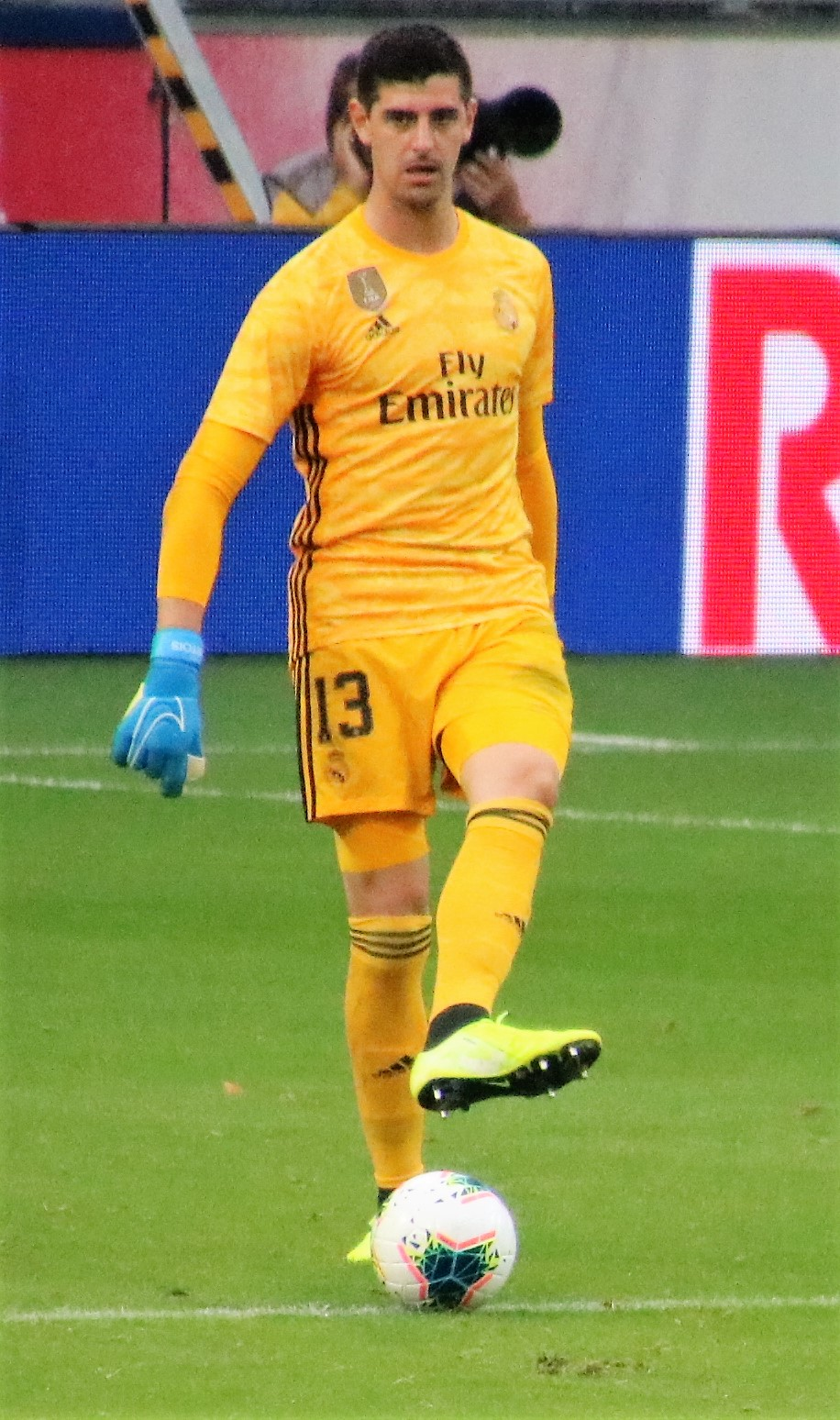
كورتوا يلعب مع ريال مدريد في 2019

بعد موسم 2018، ذكر كورتوا أنه يريد أن يعيش بالقرب من أولاده، مما أشعل الشائعات حول انتقاله إلى ريال مدريد. بعد أداءه القوي في عام 2018، حيث فاز بالقفاز الذهبي كأفضل حارس مرمى في كأس العالم أعلن كورتوا عن رغبته في الانتقال. وقيل بأن تشيلسي لن يسمحوا له بالرحيل ما لم يتمكنوا من إيجاد بديل للحارس البلجيكي. ورد كورتوا بعدم حضور التدريبات بعد العطلة الصيفية، في محاولة لإجبار النادي على قبول قراره. أخيرا في 8 أغسطس 2018، أعلن ريال مدريد رسميا أنه قد وقع عقد كورتوا لمدة ست سنوات. بعد يوم واحد، أكد تشيلسي الانتقال.

#### موسم 2018–19
شارك لأول مرة مع ريال مدريد في 1 سبتمبر 2018 أمام ليغانيس، في مباراة الفوز 4–1 على ملعب سانتياغو برنابيو. في 22 سبتمبر، حافظ على نظافة شباكة لأول مرة في مباراة الفوز 1–0 على إسبانيول. في 22 ديسمبر، حقق كورتوا أول ألقابه مع ريال مدريد بعد الفوز 4–1 على نادي العين في نهائي كأس العالم للأندية 2018.

#### موسم 2019–20
في 12 يناير 2020، فاز ريال مدريد على أتلتيكو مدريد بركلات الترجيح ليفوز بلقبه الحادي عشر في كأس السوبر الإسباني. في ركلات الترجيح، ارتطمت كرة ساؤول التي سددها بالقائم قبل أن يتصدى كورتوا لتسديدة توماس، مما منح راموس الفرصة لتحقيق انتصار الريال بكأس السوبر الإسباني بكأس السوبر الإسباني رقم 11. في 5 يوليو 2020، حافظ كورتوا على نظافة شباكه للمرة السابعة عشر في موسم الدوري الإسباني 2019–20 في مباراة الفوز 1–0 خارج ملعبه على أتلتيك بيلباو، ليصبح أول حارس مرمى مع ريال مدريد يصل إلى هدا الرقم في موسم واحد منذ فرانسيسكو بويو في موسم 1994–95. كان الحارس الأساسي للفريق خلال موسم الدوري، حيث فاز ريال مدريد في بالدوري الإسباني. أصبح أول لاعب منذ خوسيه لويس بيريز بايا في عام 1954 يتوج بطلاً مع كل من ريال مدريد وأتلتيكو مدريد. فاز بجائزة زامورا للمرة الثالثة في مسيرته، بعد أن تلقت شباكه 20 هدفًا فقط في 34 مباراة.

## مسيرته الدولية

### مسيرته المبكرة
تم استدعاء كورتوا لأول مرة إلى المنتخب البلجيكي في أكتوبر 2011، وشارك لأول مرة في الشهر التالي في مباراة ودية أنتهت 0–0 أمام فرنسا على ملعب فرنسا، مما جعله أصغر حارس مرمى يلعب مع المنتخب البلجيكي.

### كأس العالم 2014
لعب كورتوا جميع المباريات خلال تصفيات كأس العالم 2014، حيث تأهلت بلجيكا لأول بطولة كبرى لها منذ كأس العالم 2002. طوال هذه التصفيات، حافظ على نظافة شباكه في 6 مباريات من أصل 10.
في 13 مايو 2014، تم اختيار كورتوا ضمن التشكيلة المشاركة مع المنتخب البلجيكي في كأس العالم 2014. لعب جميع المباريات الخمسة للمنتخب البلجيكي في البطولة، بدءا من الفوز 2–1 أمام الجزائر في بيلو هوريزونتي. ثم نجح كورتوا في الحفاظ على نظافة شباكة في مباراتين متتاليتين من خلال الانتصار 1–0 أمام روسيا وكوريا الجنوبية حيث وصل الشياطين الحمر إلى الدور ربع النهائي.

### يورو 2016
لعب كورتوا جميع المباريات الثمانية الأولى لبلجيكا في تصفيات بطولة أمم أوروبا 2016، مما ساعدهم على التأهل للمرة الأولى منذ 16 سنة. ومع ذلك، غاب عن آخر مباراتين له بسبب الإصابة.
وصل كورتوا مع فريقه إلى ربع النهائي، حيث خسروا أمام ويلز على الرغم من تقدمهم المبكر. بعد ذلك، لمح كورتوا أن مدرب بلجيكا مارك فيلموتس كان على خطأ بسبب الخسارة، وذكر أيضا أن الهزيمة كانت «أكبر خيبة أمل» في مسيرته.

### كأس العالم 2018

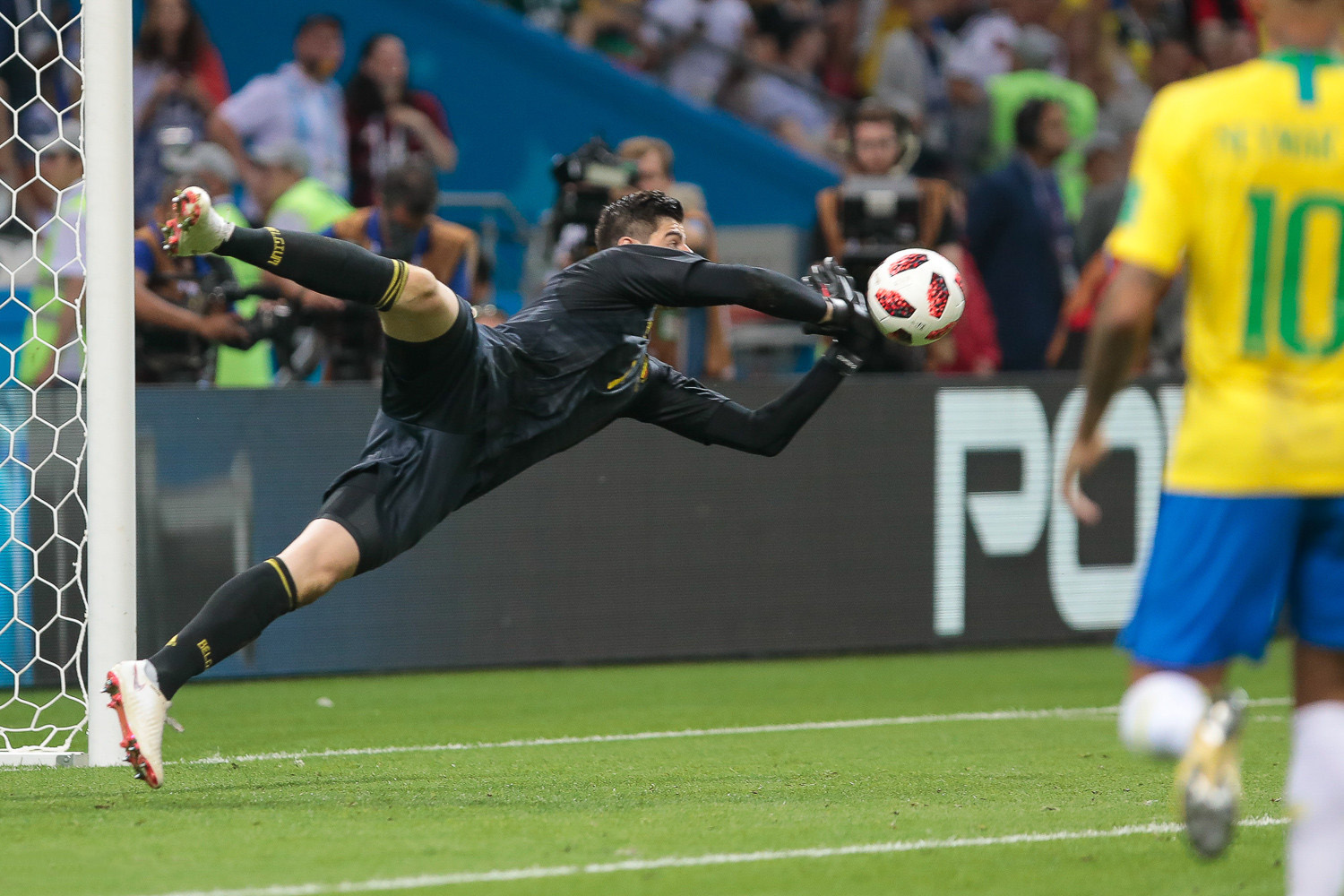
كورتوا يتصدى لاحدى الكرات خلال مباراة ربع النهائي ضد البرازيل.

تم اختيار كورتوا في تشكيلة المنتخب البلجيكي المكونة من 23 لاعباً للمشاركة في كأس العالم 2018. كان حارس مرمى بلجيكا طوال البطولة، ولعب دوراً رئيسياً في فوز بلجيكا 2–1 على البرازيل في ربع النهائي، الذي شهد تقدم بلجيكا إلى الدور نصف النهائي من البطولة للمرة الأولى منذ عام 1986.
حافظ على نظافة شباكه مرتين خلال مرحلة المجموعات (ضد بنما وإنجلترا)، ولم يتلقى سوى هدف واحد في مباراة هزيمة منتخب بلجيكا أمام بطل العالم لاحقاً فرنسا في نصف النهائي، وحافظ على نظافة شباكه مرة أخرى ضد إنجلترا في مباراة تحديد المركز الثالث. تصدى كورتوا لـ27 كرة في 7 مباريات بكأس العالم، أكثر من أي حارس مرمى آخر. وحصل على جائزة القفاز الذهبي كأفضل حارس مرمى في البطولة.

## حياته الشخصية
يتحدث كورتوا اللغتين الهولندية والفرنسية بالإضافة إلى الإسبانية والإنجليزية.
فاليري شقيقة تيبو هي لاعبة كرة طائرة، تلعب كلاعب ليبيرو مع بودولاني لودز ومنتخب بلجيكا لكرة الطائرة للسيدات. كان والديه من لاعبي كرة الطائرة، ولعب هذه الرياضة في طفولته لكنه قرر التركيز على كرة القدم عندما كان في الثانية عشرة من عمره.
في 26 مايو 2015، أنجبت صديقته الإسبانية مارتا دومينغيز ابنتهما أدريانا. أنهى الزوجان علاقتهما في أبريل 2017 بينما كانت دومينغيز حاملًا بابنهما نيكولاس، الذي ولد بعد شهر.

### في الثقافة الشعبية
في عام 2021، شارك كورتوا في بطولة سباق الجائزة الكبرى الافتراضي أف 1 2021 كسائق ألفا روميو في الفورمولا واحد.

### الجدل
في فبراير 2014، تسبب كورتوا في إثارة بعض الضجة في المنتخب الوطني، بقوله عن سيمون مينيوليه، منافسه على مركز الحارس الأساسي، «عليه أن يعرف كيف يظل متواضعًا ومحترمًا، وعليه أن يتذكر ذلك». [103] كان كلامه هذا بسبب أن مينيوليه قال في مقابلات سابقة إن طموحه هو الاستمرار في العمل ومحاولة استعادة مكانه في المنتخب الوطني.
في أبريل 2018، اتهم فيلموتس، الذي كان وقتها عاطلاً عن العمل، كورتوا ووالده تييري بتسريب تشكيلة بلجيكا قبل أن يتم الكشف عنها للجمهور. ونفى كورتوا هذه المزاعم. [105] [106]

## الإحصائيات

### النادي
آخر تحديث 21 أبريل 2021.
| النادي                | الموسم   | الدوري | الدوري  | الكأس الوطني | الكأس الوطني | كأس الدوري | كأس الدوري | أوروبا | أوروبا  | أخرى   | أخرى    | المجموع | المجموع |
| النادي                | الموسم   | الظهور | الأهداف | الظهور       | الأهداف      | الظهور     | الأهداف    | الظهور | الأهداف | الظهور | الأهداف | الظهور  | الأهداف |
| --------------------- | -------- | ------ | ------- | ------------ | ------------ | ---------- | ---------- | ------ | ------- | ------ | ------- | ------- | ------- |
| جينك                  | 2008–09  | 1      | 0       | 0            | 0            | —          | —          | —      | —       | —      | —       | 1       | 0       |
| جينك                  | 2009–10  | 0      | 0       | 0            | 0            | —          | —          | 0      | 0       | 0      | 0       | 0       | 0       |
| جينك                  | 2010–11  | 40     | 0       | 1            | 0            | —          | —          | 3      | 0       | —      | —       | 44      | 0       |
| جينك                  | المجموع  | 41     | 0       | 1            | 0            | —          | —          | 3      | 0       | 0      | 0       | 45      | 0       |
| أتلتيكو مدريد (إعارة) | 2011–12  | 37     | 0       | 0            | 0            | —          | —          | 15     | 0       | —      | —       | 52      | 0       |
| أتلتيكو مدريد (إعارة) | 2012–13  | 37     | 0       | 8            | 0            | —          | —          | 1      | 0       | —      | —       | 46      | 0       |
| أتلتيكو مدريد (إعارة) | 2013–14  | 37     | 0       | 5            | 0            | —          | —          | 12     | 0       | 2      | 0       | 56      | 0       |
| أتلتيكو مدريد (إعارة) | المجموع  | 111    | 0       | 13           | 0            | —          | —          | 28     | 0       | 2      | 0       | 154     | 0       |
| تشيلسي                | 2014–15  | 32     | 0       | 0            | 0            | 2          | 0          | 5      | 0       | —      | —       | 39      | 0       |
| تشيلسي                | 2015–16  | 23     | 0       | 3            | 0            | 0          | 0          | 3      | 0       | 1      | 0       | 30      | 0       |
| تشيلسي                | 2016–17  | 36     | 0       | 3            | 0            | 0          | 0          | —      | —       | —      | —       | 39      | 0       |
| تشيلسي                | 2017–18  | 35     | 0       | 1            | 0            | 1          | 0          | 8      | 0       | 1      | 0       | 46      | 0       |
| تشيلسي                | المجموع  | 126    | 0       | 7            | 0            | 3          | 0          | 16     | 0       | 2      | 0       | 154     | 0       |
| ريال مدريد            | 2018–19  | 27     | 0       | 1            | 0            | —          | —          | 5      | 0       | 2      | 0       | 35      | 0       |
| ريال مدريد            | 2019–20  | 34     | 0       | 0            | 0            | —          | —          | 7      | 0       | 2      | 0       | 43      | 0       |
| ريال مدريد            | 2020–21  | 32     | 0       | 0            | 0            | —          | —          | 10     | 0       | 1      | 0       | 43      | 0       |
| ريال مدريد            | المجموع  | 93     | 0       | 1            | 0            | —          | —          | 22     | 0       | 5      | 0       | 121     | 0       |
| الإجمالي              | الإجمالي | 371    | 0       | 22           | 0            | 3          | 0          | 68     | 0       | 10     | 0       | 474     | 0       |

1. 1 2  المباريات في الدوري الأوروبي
2. ↑  المباريات في كأس السوبر الأوروبي
3. 1 2 3 4 5 6  المباريات في دوري أبطال أوروبا
4. ↑  المباريات كأس السوبر الإسباني
5. 1 2  المباريات في درع الاتحاد الإنجليزي
6. ↑  المباريات في كأس العالم للأندية 2014
7. 1 2  المباريات في كأس السوبر الإسباني

1. ↑  تشمل كأس بلجيكا، وكأس ملك إسبانيا وكأس الاتحاد الإنجليزي
2. ↑  تشمل كأس رابطة الأندية الإنجليزية المحترفة

### المنتخب

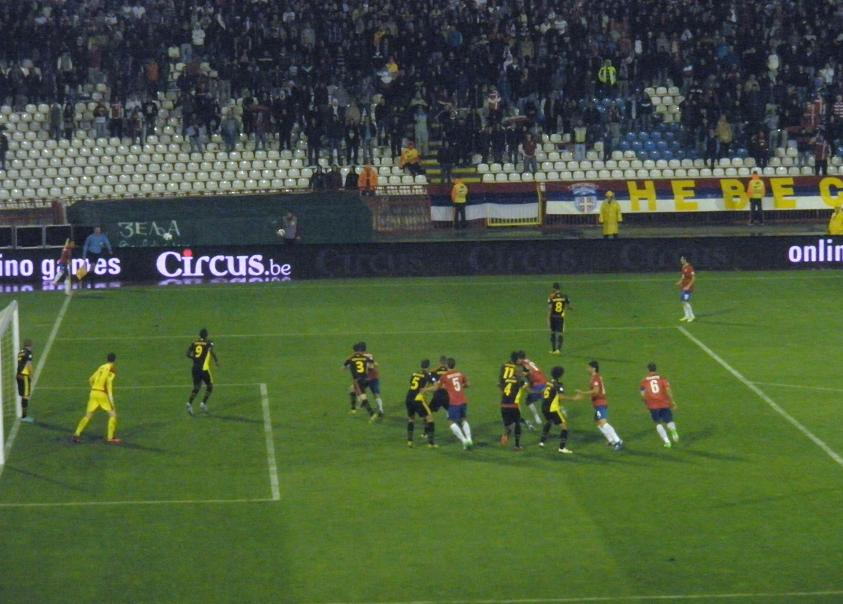
كورتوا (الأصفر) مع بلجيكا ضد صربيا.

آخر تحديث 27 مارس 2021.
| بلجيكا  | بلجيكا | بلجيكا  |
| العام   | الظهور | الأهداف |
| ------- | ------ | ------- |
| 2011    | 1      | 0       |
| 2012    | 6      | 0       |
| 2013    | 7      | 0       |
| 2014    | 13     | 0       |
| 2015    | 6      | 0       |
| 2016    | 14     | 0       |
| 2017    | 8      | 0       |
| 2018    | 15     | 0       |
| 2019    | 9      | 0       |
| 2020    | 2      | 0       |
| 2021    | 2      | 0       |
| المجموع | 83     | 0       |

## الإنجازات

### النادي
جينك

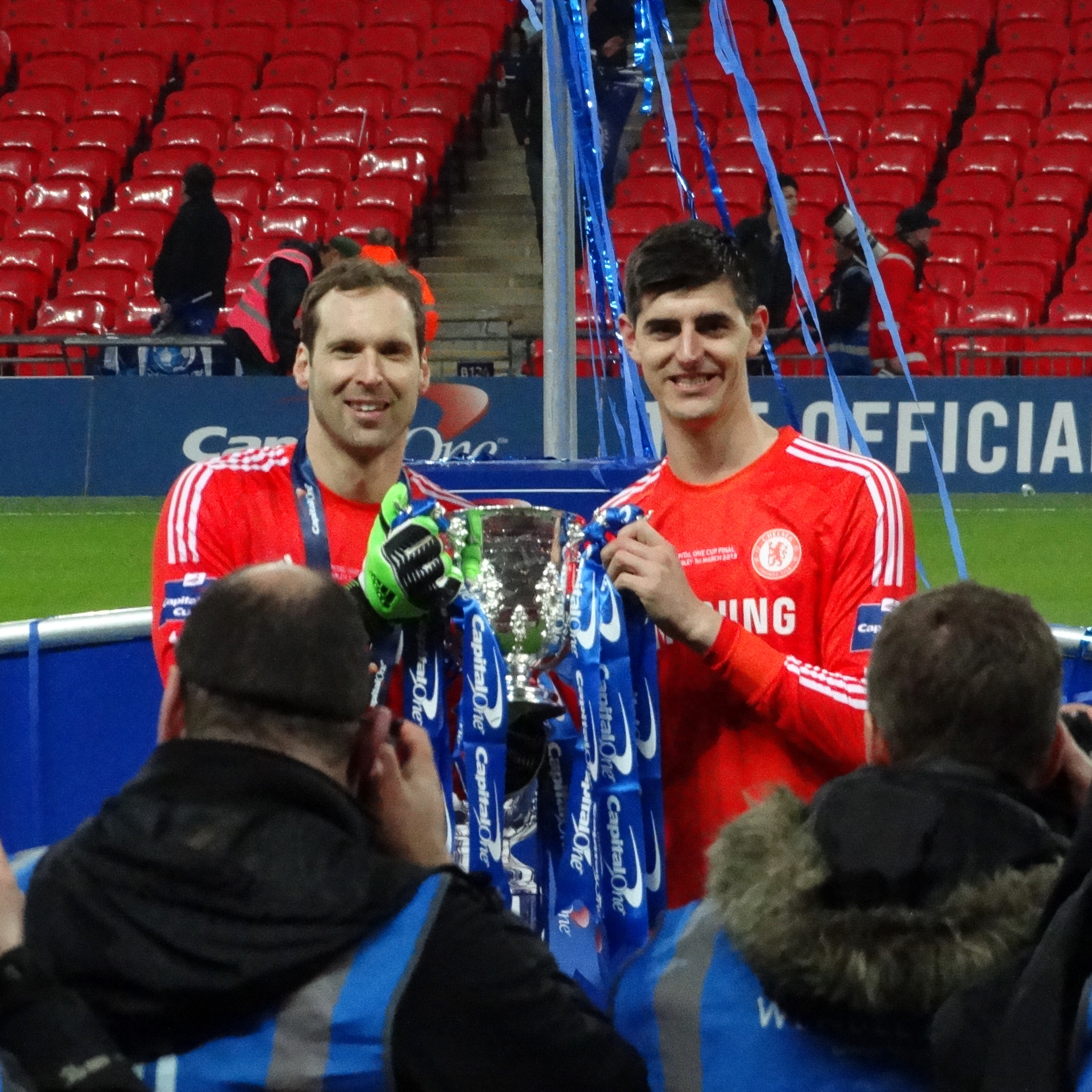
كورتوا وبيتر تشيك يرفعان كأس بطولة رابطة الأندية الإنجليزية المحترفة.

- الدوري البلجيكي الممتاز (1): 2010–11[89]

 أتلتيكو مدريد
- الدوري الإسباني (1): 2013–14[89]
- كأس ملك إسبانيا (1): 2012–13[89]
- الدوري الأوروبي (1): 2011–12[90]
- كأس السوبر الأوروبي (1): 2012[91]
- دوري أبطال أوروبا:
  - الوصيف: 2013–14[92]

 تشيلسي
- الدوري الإنجليزي الممتاز (2): 2014–15، 2016–17[93]
- كأس الاتحاد الإنجليزي (2): 2017–18،[94] 2016–17[95]
- كأس رابطة الأندية الإنجليزية المحترفة (1): 2014–15[96]

ريال مدريد
- الدوري الإسباني (3): 2019–20،[66] 2021–22،[97] 2023–24[98]
- كأس العالم للأندية (1): 2018[99]
- كأس السوبر الإسباني (3): 2019–20،[100] 2021–22،[101] 2023–24[102]
- كأس ملك إسبانيا (1): 2022–23
- دوري أبطال أوروبا (2): 2021–22،[103] 2023–24[104]
- كأس السوبر الأوروبي (2): 2022،[105] 2024[106]
- كأس القارات للأندية (1): 2024[107]

### المنتخب
بلجيكا
- كأس العالم
  - المركز الثالث: 2018[108]

### الفردية
- جائزة أفضل حارس مرمى بلجيكي: 2011[109]
- الحذاء البرونزي البلجيكي: 2011
- جائزة زامورا: 2012–13،[110] 2013–14،[111] 2019–20[112]
- جائزة أفضل حارس مرمى في الدوري الإسباني: 2012–13[113]
- لاعب الشهر في الدوري الإسباني: يناير 2020[114]
- أفضل لاعب بلجيكي في الخارج: 2013،[115] 2014[116]
- تشكيلة العام من وسائل الإعلام الرياضية الأوروبية: 2013–14[117]
- دوري أبطال أوروبا تشكيلة الموسم: 2013–14[118]
- فيفبرو التشكيلة الثانية: 2014،[119] 2018[120]
- جوائز لندن – أفضل حارس في العام: 2015[121]
- أفضل رياضي بلجيكي خلال العام: 2014[122]
- جائزة القفاز الذهبي في الدوري الإنجليزي الممتاز: 2016–17[123]
- القفاز الذهبي في كأس العالم: 2018[124]
- كأس العالم فريق البطولة: 2018[125]
- فريق كل النجوم وفقاُ لفانتازي ماكدونالدز: 2018[126]
- جائزة الفيفا لأفضل حارس: 2018[127]
- آفضل حارس في العالم من قبل الاتحاد الدولي لتاريخ وإحصاءات كرة القدم: 2018؛ الوصيف 2014
- فريق العالم من قبل الاتحاد الدولي لتاريخ وإحصاءات كرة القدم: 2018

## وصلات خارجية
- تيبو كورتوا على موقع الاتحاد الدولي (مؤرشف)  (الإنجليزية)
- تيبو كورتوا على موقع الاتحاد الأوربي (الإنجليزية)
- تيبو كورتوا على موقع الاتحاد البلجيكي (الإنجليزية)
- تيبو كورتوا على موقع إي إس بي إن إف سي (الإنجليزية)
- تيبو كورتوا على موقع قاعدة بيانات كرة القدم.إي يو (الإنجليزية)
- تيبو كورتوا على موقع ليكيب (الفرنسية)
- تيبو كورتوا على موقع ناشيونال فوتبول تيمز (الإنجليزية)
- تيبو كورتوا على موقع Soccerbase.com (لاعب) (الإنجليزية)
- تيبو كورتوا على موقع Soccerway.com (الإنجليزية)
- تيبو كورتوا على موقع عالم كرة القدم.نت (الإنجليزية)